# Bataille des champs de Caton
Batailles
- Mamma
- Mont Bourgaon
- Membresa
- Scalas Veteres
- Babosis et Zerboule
- Cillium (544)
- Thacia
- Sufétula (546)
- Marta
- Champs de Caton

Conquête musulmane du Maghreb
- Sufétula (647)
- Tahouda
- Mammès
- Carthage
- Oued Nini
- Tabarka

Grande révolte berbère
- Des nobles
- Bagdoura

La bataille des champs de Caton ou bataille de Latara est un affrontement décisif entre les troupes byzantines et berbères de Jean Troglita et une coalition de tribus berbères en rébellion menées par Antalas et Carcasan, en 548, à Latara, dans les champs de Caton. Elle s'intègre dans la guerre de pacification après la conquête du royaume vandale, contre les incessants soulèvements des autochtones berbères. Ces derniers, après avoir vaincu l'armée de Troglita à la bataille de Marta, sont finalement défaits.

## Contexte
Si la conquête du royaume vandale occupant l'ancienne province d'Afrique est relativement aisée, l'Empire byzantin est rapidement confronté aux révoltes répétées des Berbères, soucieux de conserver leur autonomie. Ces tribus disparates représentent un potentiel de déstabilisation majeur pour la domination byzantine sur la région. En 543, une grande révolte s'empare de l'Afrique et s'étend, profitant des divisions et de l'incurie du commandement byzantin.
En réaction, l'empereur Justinien envoie Jean Troglita en Afrique en 546. Il remporte dès son arrivée une première victoire tout en obtenant le soutien d'autres tribus berbères, notamment du chef Cusina. Les tribus provenant de Libye retournent dans leurs terres natales d'après le poète byzantin Corippe et l'historien byzantin Procope de Césarée ; Corippe évoque notamment le fait que Carcasan, roi des Ifuraces et nouveau commandant en chef des tribus libyennes insurgées à la suite de la mort de Ierna à Sufetula, part consulter un oracle et motiver les tribus libyennes, et finit par rejoindre Antalas, le roi des Frexes et commandant en chef de tous les insurgés (« Maures ennemis ») dont il est le subordonné dans l'insurrection, en retournant en Syrte mineur et en Byzacène pour combattre les Byzantins et leurs alliés berbères (« Maures pacifiés »). Il suit les directives d'Antalas, que ce soit avant la défaite de Sufétula (fin 546-début 547) ou après la victoire de Marta (547). À l'été 547, Jean est néanmoins vaincu à Marta par une coalition menée par Carcasan et doit se replier vers Carthage. En réaction, les Berbères redoublent l'intensité de leur soulèvement. Ils poussent leurs incursions jusque sous les murs de Carthage, et selon les mots de Procope de Césarée, « exercèrent d'horribles cruautés sur les habitants du pays ».
Néanmoins, Jean Troglita conserve des atouts forts. Son armée est vaincue mais pas détruite. Quelques jours après cette défaite, il réunit les débris de son armée, et déploie de grands efforts diplomatiques pour retrouver le soutien d'Antalas et d'Ifisdaïas. Les tribus de l'Aurès, menées par Iaudas, se rangent aussi aux côtés des Byzantins. L'explication de ces alliances vient sûrement de l'inquiétude des tribus de Numidie face à la montée en puissance de celles de Byzacène et de Tripolitaine. Grâce à ces renforts, le général byzantin peut aligner un grand nombre de soldats. Ces succès diplomatiques sont d’autant plus spectaculaires qu’à la veille de la campagne de 548, les Byzantins restaient sur une défaite humiliante, et que tout aurait pu, donc, inciter de nouvelles tribus berbères à rejoindre la révolte.
Les Berbères occupent une part prépondérante des effectifs de Jean Troglta : l'historien français Yves Modéran estime que l'armée de Jean était à plus de 60 %, voire à plus de 75 %, une armée berbère. Corippe, principal chroniqueur de la guerre contre les Berbères dans son poème épique La Johannide, grossit les chiffres, parlant de 100 000 hommes pour Ifisdaïas, 30 000 pour Cusina et 12 000 pour Iaudas, soit 142 000 combattants berbères.  L’ampleur de ces ralliements et leur rôle décisif dans cet affrontement sont également mentionnés par Procope, et par Jordanès.

## Déroulement
Au printemps 548, Jean Troglita se dirige vers la plaine d'Arsuris, entre la Byzacène et l'Afrique proconsulaire. La coalition des Berbères est positionnée entre Kairouan et Shiba. Alors que Carcasan est prêt à l'affrontement, Antalas lui conseille la tactique de la terre brûlée, attirer l'armée byzantine vers l'intérieur des terres pour l'éloigner de ses bases et la faire souffrir de la chaleur et du manque de vivres. Les Berbères se dirigent vers Iunci où Jean Troglita espère les combattre mais ils se replient vers les montagnes de la Byzacène. Des éclaireurs byzantins ont capturé quelques rebelles qui ont révélé le plan d’Antalas. 
Cette fois-ci, le général byzantin ne prend pas le risque de s'aventurer sur des terres hostiles et dévastées par la guerre. Il campe sur le littoral où il peut être approvisionné et décide d'attendre les Berbères, au risque de provoquer une démoralisation de ses troupes confrontées à l'oisiveté. Une partie de son armée va même jusqu'à le menacer de mort, et c'est finalement le soutien des Berbères de Numidie qui permet à Jean Troglita de rétablir la discipline. Les rebelles berbères, de leur côté, souffrent du manque de ravitaillement.

## Affrontement
Finalement, Jean Troglita prend le risque de progresser à l'intérieur des terres à Latara, un lieu inconnu qui doit se situer à l’ouest de Iunci, dans un site appelé « Les Champs de Caton », où les rebelles berbères sont regroupés. Le camp berbère est très fortifié et Troglita hésite à lancer un assaut direct. Il opte pour le blocus de leur position de manière à les contraindre à une sortie. Pour les encourager davantage, il demande à ses hommes de faire semblant d'être démotivés et réticents à se battre.
Jean Troglita dispose ses troupes et les exhorte. Réunis en conseil, les chefs berbères rebelles décident de livrer bataille. La nuit qui précède la bataille, Jean et Ricinarius veillent chez les Byzantins, tandis que les rebelles berbères sacrifient à leurs dieux. Le lendemain, après des prières à Dieu, Jean donne ses ordres et place ses soldats. Les forces loyalistes s'organisent en deux lignes avec, en première ligne, le chef berbère Cusina et les cavaliers byzantins de Putzintulus et Geisirith et, en seconde ligne, les forces de Sinduit, Fronimuth et les Berbères d'Ifisdaïas.
Le plan de Jean fonctionne : les rebelles berbères attaquent le camp byzantin un dimanche, espérant prendre par surprise l'armée impériale, mais ils sont repoussés et reviennent sur leur position. Les rebelles reforment leurs rangs, se rangent en triangle en face de Cusina et engagent à nouveau le combat. Le chef loyaliste est mis en difficulté et subit d'importantes pertes. Il doit se retirer avec Putzintulus et Geisirith, également vaincus. Jean Troglita apprenant la déroute de Cusina vient rapidement à son secours, et ce dernier revient à la charge avec Putzintulus et Geisirith. Le combat qui s'ensuit reste longtemps en suspens, avec de lourdes pertes des deux côtés. Putzintulus est blessé mortellement par un javelot et doit être évacué du champ de bataille. Finalement, Jean décide d'attaquer le centre de l'armée des rebelles et finit par prendre le dessus. À ce moment, Carcasan rallie ses forces et décide de contre-attaquer mais il est tué par Jean. Voyant leur chef mort, les rebelles berbères prennent la fuite de manière désordonnée. Jean et ses alliés se mettent à leur poursuite, en massacrent une grande partie, et repoussent les survivants vers la Tripolitaine.

## Conséquences
La victoire de Jean Troglita et ses alliés berbères est complète. La rébellion est brisée et Jean Troglita peut rentrer triomphalement à Carthage où la tête de Carcasan est promenée au bout d’une pique d'après Corippe. Les autres chefs rebelles comme Antalas se soumettent. Cette bataille met un terme à une longue série d'affrontements entre le nouveau pouvoir byzantin et les tribus berbères de l'arrière-pays, contribuant à épuiser une province pourtant rapidement conquise en 533-534. La paix permet un retour à une prospérité économique, même si des soulèvements berbères interviennent périodiquement, dès 563, jusqu'à la conquête musulmane du Maghreb au tournant du VIIIe siècle.

### Sources primaires
- Procope de Césarée, Histoire de la guerre des Vandales, Paris, Firmin-Didot, 1852 (lire en ligne)
- Corippe, Johannide, Tunis, Revue tunisienne, 1900 (lire en ligne)

### Sources modernes
- (en) John Robert Martindale, Arnold Hugh Martin Jones et J. Morris, The Prosopography of the Later Roman Empire, vol. III : A.D. 527-641, Cambridge, Cambridge University Press, 1992.
- Yves Modéran, Les Maures et l'Afrique romaine (IVe – VIIe siècle), Rome, École française de Rome, coll. « Bibliothèque des Écoles françaises d'Athènes et de Rome », 2013, 900 p. (ISBN 978-2-7283-1003-6, lire en ligne).
- Yves Modéran, « Jean Troglita », dans Salem Chaker (dir.), Encyclopédie berbère, vol. 25 : Iseqqemâren – Juba, Aix-en-Provence, Édisud, 2003 (ISBN 2-7449-0424-4, lire en ligne), p. 1490.
- Yves Modéran, « Corippe et l'occupation byzantine de l'Afrique : pour une nouvelle lecture de la Johannide », Antiquités africaines, no 22,‎ 1986, p. 195-212 (ISSN 0066-4871, lire en ligne, consulté le 26 novembre 2019).
- Yves Modéran, « De Julius Honorius à Corippus : la réapparition des Maures au Maghreb oriental », CRAI, vol. 147, no 1,‎ 2003, p. 257-285 (lire en ligne, consulté le 26 novembre 2019).
- (en) Denys Pringle, The defence of Byzantine Africa from Justinian to the Arab conquest, Oxford, British Archaeological Reports, 1981.
- Philippe Richardot, « La pacification de l'Afrique byzantine, 534-546 », Stratégique, vol. 1, nos 93-94-95-96,‎ 2009, p. 129-158 (ISSN 0224-0424, DOI 10.3917/strat.093.0129, lire en ligne, consulté le 26 novembre 2019).
- Georges Tate, Justinien : l'épopée de l'Empire d'Orient (527-565), Paris, Fayard, 2004, 918 p. (ISBN 2-213-61516-0).